# 格利澤1289
格利泽1289是一顆位於仙女座附近的紅矮星，距離地球約27.2光年。